# 보테카
보테카(또는 플랑드리아)는 콩고민주공화국 에카퇴르 주에 있는 마을이다. 마을에는 보테카 공항이 있다.
1. ↑  “Where is Frandria in Équateur, Democratic Republic of the Congo located?”. 《www.gomapper.com》. 2022년 10월 25일에 원본 문서에서 보존된 문서. 2022년 4월 14일에 확인함.
2. ↑  “FZGT - Boteka, EQ, CD - Airport - Great Circle Mapper”. 《www.gcmap.com》. 2022년 4월 14일에 확인함.